# Taussig Imre
Taussig Imre (olykor Tauszig, Aba, 1894. június 28. – Bruck an der Leitha, tábor, 1945. március 23.) válogatott labdarúgó, csatár, jobbszélső.
A holokauszt áldozata lett.

## Pályafutása

### Klubcsapatban
Az MTK labdarúgója volt. Három bajnoki címet szerzett a csapattal. Jó volt a labda felhozatalban és a beadásokban.

### A válogatottban
1914 és 1918 között öt alkalommal szerepelt a válogatottban és egy gólt szerzett.

## Sikerei, díjai
- Magyar bajnokság
  - bajnok: 1913–14, 1916–17, 1919–20
- Magyar kupa
  - győztes: 1914
- az MTK örökös bajnoka

## Statisztika

### Mérkőzései a válogatottban
| Magyarország | Magyarország      | Magyarország                    | Magyarország | Magyarország | Magyarország | Magyarország  | Magyarország | Magyarország |
| #            | Dátum             | Helyszín                        | Hazai        | Eredmény     | Vendég       | Kiírás        | Gólok        | Esemény      |
| ------------ | ----------------- | ------------------------------- | ------------ | ------------ | ------------ | ------------- | ------------ | ------------ |
| 1.           | 1914. május 3.    | Bécs, WAC-Platz                 | Ausztria     | 2 – 0        | Magyarország | Wagner-serleg | -            |              |
| 2.           | 1917. július 15.  | Bécs, WAC-Platz                 | Ausztria     | 1 – 4        | Magyarország | barátságos    | -            |              |
| 3.           | 1917. október 7.  | Budapest, Üllői úti pálya       | Magyarország | 2 – 1        | Ausztria     | barátságos    | 1            | 52'          |
| 4.           | 1917. november 4. | Bécs, WAC-Platz                 | Ausztria     | 1 – 2        | Magyarország | barátságos    | -            |              |
| 5.           | 1918. április 14. | Budapest, Hungária körúti pálya | Magyarország | 2 – 0        | Ausztria     | barátságos    | -            |              |
|              | Összesen          |                                 |              | 5            | mérkőzés     |               | 1            | gól          |